# Де Рамос Диас, Бруно Рафаэл
Бруно Рафаэл де Рамос Диас (порт.-браз. Bruno Rafael de Ramos Dias, 10 апреля 1987, Ивайпоран, Парана, Бразилия), также известный как Бруно, Бруно Рафаэл, Бруно Диас или Рафаэл Бруно  — бразильский игрок в мини-футбол, универсал; экс-игрок сборной Бразилии по мини-футболу.

## Биография
Родился в городе Ивайпоран в штате Парана, рос в Паранаваи, где и начал играть в мини-футбол в 1994 году за команду «Сан-Лукас». В 2004 году переехал в Куритибу, где присоединился к клубу «Канкун». 
В 2006 году подписал свой первый профессиональный контракт с клубом «Парана».
В 2015 году Бруно стал чемпионом страны в составе клуба «Карлус-Барбоза».
Сезон-2017 Бруно провёл в рядах «Магнуса», где в том году подобрался звёздный состав: Фалкао, Родриго Арди (Капита), Роша, Марсел, Эдер Лима и другие. Результатом стало чемпионство штата Сан-Паулу. После этого два сезона Бруно играл за «Жоинвили».
В том же 2017-м спортсмен был впервые вызван в сборную Бразилии для участия в Южноамериканской лиге. «Канаринья» при участии Бруно выиграла турнир в 2017 и 2018 годах.
В 2019-м приглашен в сборную для участия в Кубке Америки в Чили, который был отменён из-за протестов в стране.
В сезоне-2020 футзалист вернулся в «Карлус-Барбозу».
В сезоне 2020/21 Бруно перешёл в «Ухту» в зимнее трансферное окно. В составе клуба он играл последующие 3,5 года и стал обладателем Кубка Лиги-2024.
Будучи игроком «Ухты», Бруно приглашался в сборную Бразилии на чемпионат мира по мини-футболу 2021 года в Литве и Кубок Америки-2022 в Парагвае. В обоих турнирах команда заняла третье место.
По окончании сезона-2023/24 клуб не продлил контракт с Бруно, и он отправился в саудовский клуб «Аль-Кадисия». Команда начала сезон 2024/25 с 4 места в Саудовских Играх. В декабре команда дошла до финала Кубка Саудовской Аравии, где проиграла клубу «Аль-Хиляль». В январе 2025 года Бруно покинул клуб.
31 января было объявлено, что Бруно подписал контракт с лиссабонским «Спортингом». Однако из-за проблем с документами с арабской стороны Бруно дебютировал за «львов» лишь 15 марта в игре на выезде против «Динамо Санжуаненсе». За клуб сыграл 5 матчей, забив 1 гол, и по окончании сезона 2024/25 покинул команду.

## Достижения
Карлус-Барбоза
- Чемпион Бразилии (1): 2015

Магнус
- Чемпион штата Сан-Паулу (Лиги Паулиста, порт.-браз. Liga Paulista de Futsal) (1): 2017

Ухта
- Обладатель Кубка Лиги (1): 2024

Спортинг
- Обладатель Кубка Лиги Португалии: 2024/25
- Обладатель Кубка Португалии: 2024/25

Сборная Бразилии
- Гран-при по мини-футболу (1): 2018
- Чемпион Южноамериканской лиги (Лиги Эволюсьон, исп. Liga Sudamericana de Fútbol sala, Liga Evolución, порт.-браз. Liga (Copa) Sulamericana de Futsal) (2): 2017, 2018
- Вызов Америк (порт.-браз. Desafio das Américas, серия из 4 товарищеских игр между сборными Бразилии и Аргентины): 2018[6]